# Studia Mathematica
Studia Mathematica là một tạp chí khoa học của Viện Toán, Viện Hàn lâm Khoa học Ba Lan, xuất bản số đầu tiên vào năm 1929. Tạp chí xuất bản các bài báo nguyên bản bằng tiếng Anh, Pháp, Đức và Nga, về các lĩnh vực liên quan đến giải tích hàm, các phương pháp trừu tượng trong giải tích toán học và lý thuyết xác suất. Mỗi năm tạp chí xuất bản  6 tập, trong một tập có 3 số.

## Mã số xuất bản
- ISSN: 0039-3223 (Phiên bản in),
- e-ISSN: 1730-6337 (Phiên bản điện tử)
- GICID: 71.0000.1501.8131
- DOI: 10.4064/sm
- Nhà xuất bản: Viện Toán, Viện Hàn lâm Khoa học Ba Lan

## Chỉ số ảnh hưởng
- Chỉ số IF (Journal Impact Factor) năm 2019: 0.955[3]
- Chỉ số sự ảnh hưởng của từng bài báo (Article Influence) năm 2019: 0.760[3]
- Chỉ số SJR (Scimago Journal Rank) năm 2019: 0.786[3]
- Chỉ số SNIP (Source Normalized Impact per Paper) năm 2019: 1.449[3]
- Chỉ số Scopus CiteScore năm 2019: 1.20[3]
- Chỉ số H Index năm 2019: 50[4]
- Danh mục tạp chí SCIE: Nhóm Q2[4]

## Ban biên tập[1]
- Czesław Bessaga
- Alexander Borichev
- Zbigniew Ciesielski
- Paweł Domański
- Tadeusz Figiel
- Anna Kamont
- Stanisław Kwapień
- Rafał Latała
- Mariusz Lemańczyk
- Adam Nowak
- Krzysztof Oleszkiewicz
- Feliks Przytycki
- Adam Skalski
- Stanisław J. Szarek
- Nicole Tomczak-Jaegermann
- Yuriy Tomilov
- Michał Wojciechowski
- Jarosław Zemánek
- Wiesław Żelazko

## Trang web của tạp chí
- Studia Mathematica